# Championnat de Macédoine de football 2014-2015
Navigation
2013-2014 2015-2016
La saison 2014-2015 du championnat de Macédoine de football est la 23e édition de la première division macédonienne. Lors de celle-ci, le FK Rabotnički Skopje tente de conserver son titre de champion face aux neuf meilleurs clubs macédoniens lors d'une série de matchs se déroulant sur toute l'année. Les dix clubs participants à la première phase de championnat affrontent à deux reprises les neuf autres. À l'issue de la phase régulière, les six premiers jouent la poule pour le titre tandis que les quatre derniers s'affrontent pour éviter la relégation.
C'est le FK Vardar Skopje qui remporte le championnat cette saison après avoir terminé en tête du classement final, avec trois points d'avance sur le FK Rabotnički Skopje et dix sur le KF Shkëndija. C'est le huitième titre de champion de Macédoine de l'histoire du club.

## Les clubs participants
- FK Rabotnički Skopje
- FK Horizont Turnovo
- FK Metalurg Skopje
- KF Shkëndija
- FK Vardar Skopje
- FK Pelister Bitola
- FK Bregalnica Chtip
- FK Renova Džepčište
- FK Teteks Tetovo - Promu de D2
- FK Sileks Kratovo - Promu de D2

## Compétition

### Classement
Le classement est établi sur le barème de points classique (victoire à 3 points, match nul à 1, défaite à 0).
Pour départager les égalités, on tient d'abord compte de la différence de buts générale, puis du nombre de buts marqués, puis des confrontations directes et enfin si la qualification ou la relégation est en jeu, les deux équipes jouent une rencontre d'appui sur terrain neutre.
| Rang | Équipe               | Pts | J  | G  | N  | P  | Bp | Bc | Diff |
| ---- | -------------------- | --- | -- | -- | -- | -- | -- | -- | ---- |
| 1    | FK Vardar SkopjeT    | 61  | 27 | 18 | 7  | 2  | 46 | 15 | +31  |
| 2    | FK Rabotnički Skopje | 55  | 27 | 17 | 4  | 6  | 43 | 23 | +20  |
| 3    | KF Shkëndija         | 47  | 27 | 14 | 5  | 8  | 49 | 27 | +22  |
| 4    | FK Renova Džepčište  | 44  | 27 | 12 | 8  | 7  | 34 | 27 | +7   |
| 5    | FK Sileks KratovoP   | 34  | 27 | 8  | 10 | 9  | 26 | 34 | -8   |
| 6    | FK Metalurg SkopjeC  | 33  | 27 | 8  | 9  | 10 | 31 | 31 | 0    |
| 7    | FK Bregalnica Chtip  | 30  | 27 | 7  | 9  | 11 | 22 | 28 | -6   |
| 8    | FK Horizont Turnovo  | 30  | 27 | 7  | 9  | 11 | 21 | 30 | -9   |
| 9    | FK Pelister Bitola   | 23  | 27 | 5  | 8  | 14 | 16 | 28 | -12  |
| 10   | FK Teteks TetovoP    | 11  | 27 | 2  | 5  | 20 | 17 | 62 | -45  |

| Légende : Qualifications et relégations | Légende : Qualifications et relégations                                                     |
| --------------------------------------- | ------------------------------------------------------------------------------------------- |
|                                         | Participation à la poule pour le titre                                                      |
|                                         | Participation à la poule de relégation                                                      |
|                                         | T : Tenant du titre P : Promu en 2013-2014 C : Vainqueur de la Coupe de Macédoine 2014-2015 |

### Résultats
| Résultats (▼dom., ►ext.) | BRE | MET | PEL | RAB | REN | ŠKE | SIL | TET | TUR | VAR | BRE | MET | PEL | RAB | REN | ŠKE | SIL | TET | TUR | VAR |
| FK Bregalnica Chtip      |     | 0-1 | 0-0 | 1-2 | 2-0 | 1-3 | 1-1 | 4-1 | 1-1 | 1-2 |     |     | 1-0 |     |     | 0-0 | 2-0 |     |     | 0-0 |
| FK Metalurg Skopje       | 3-0 |     | 0-0 | 1-2 | 3-0 | 1-1 | 1-1 | 0-2 | 2-0 | 1-4 | 0-0 |     | 3-1 |     |     |     |     | 0-0 | 0-0 |     |
| FK Pelister Bitola       | 0-1 | 0-1 |     | 1-0 | 0-1 | 0-0 | 0-1 | 3-0 | 0-0 | 0-1 |     |     |     | 1-3 | 1-1 |     |     | 3-1 | 0-1 |     |
| FK Rabotnički Skopje     | 4-0 | 0-3 | 1-0 |     | 3-0 | 3-2 | 0-0 | 3-1 | 1-0 | 0-2 | 0-0 | 2-2 |     |     |     | 1-0 | 2-0 |     | 2-0 |     |
| FK Renova Džepčište      | 2-1 | 3-1 | 0-2 | 2-1 |     | 1-0 | 2-2 | 0-0 | 2-3 | 3-0 | 2-1 | 2-0 |     | 2-0 |     |     | 1-1 |     | 1-1 |     |
| KF Shkëndija             | 2-1 | 2-1 | 5-0 | 1-3 | 1-1 |     | 3-0 | 5-0 | 5-2 | 1-2 |     | 2-2 | 2-0 |     | 0-1 |     |     | 0-1 |     | 3-2 |
| FK Sileks Kratovo        | 1-1 | 2-1 | 1-1 | 0-2 | 1-0 | 0-1 |     | 3-1 | 2-0 | 0-3 |     | 1-1 | 1-0 |     |     | 0-1 |     | 3-1 |     | 0-2 |
| FK Teteks Tetovo         | 0-1 | 0-1 | 1-1 | 1-5 | 0-4 | 1-2 | 1-3 |     | 0-3 | 2-2 | 0-0 |     |     | 1-2 | 1-2 |     |     |     | 1-3 |     |
| FK Horizont Turnovo      | 2-1 | 1-0 | 0-1 | 0-1 | 0-0 | 0-1 | 1-1 | 2-0 |     | 0-0 | 0-1 |     |     |     |     | 0-4 | 1-1 |     |     | 0-2 |
| FK Vardar Skopje         | 1-0 | 3-1 | 1-0 | 0-0 | 1-1 | 3-0 | 2-0 | 5-0 | 0-0 |     |     | 2-1 | 1-1 | 2-0 | 1-0 |     |     | 2-0 |     |     |

### Deuxième phase
| Rang | Équipe                   | Pts | J  | G  | N  | P  | Bp | Bc | Diff |  | Résultats (▼ dom., ► ext.) | Var | Rab | Shk | Ren | Sil | Met |
| ---- | ------------------------ | --- | -- | -- | -- | -- | -- | -- | ---- |  | -------------------------- | --- | --- | --- | --- | --- | --- |
| 1    | FK Vardar Skopje         | 69  | 32 | 20 | 9  | 3  | 56 | 21 | +35  |  | FK Vardar Skopje           |     | 2-2 |     | 4-1 |     | 2-0 |
| 2    | FK Rabotnički Skopje'T'C | 66  | 32 | 20 | 6  | 6  | 55 | 30 | +25  |  | FK Rabotnički Skopje'T'C   |     |     | 2-1 |     | 3-1 | 2-0 |
| 3    | KF Shkëndija             | 59  | 32 | 18 | 5  | 9  | 58 | 31 | +27  |  | KF Shkëndija               | 1-0 |     |     | 3-1 |     | 2-1 |
| 4    | FK Renova Džepčište      | 48  | 32 | 13 | 9  | 10 | 41 | 39 | +2   |  | FK Renova Džepčište        |     | 3-3 |     |     | 0-1 |     |
| 5    | FK Sileks KratovoP       | 41  | 32 | 10 | 11 | 11 | 33 | 42 | -9   |  | FK Sileks KratovoP         | 2-2 |     | 0-2 |     |     |     |
| 6    | FK Metalurg Skopje       | 33  | 32 | 8  | 9  | 15 | 34 | 42 | -8   |  | FK Metalurg Skopje         |     |     |     | 1-2 | 1-3 |     |

| Rang | Équipe              | Pts | J  | G  | N | P  | Bp | Bc | Diff |  | Résultats (▼ dom., ► ext.) | Bre | Hor | Pel | Tet |
| ---- | ------------------- | --- | -- | -- | - | -- | -- | -- | ---- |  | -------------------------- | --- | --- | --- | --- |
| 1    | FK Bregalnica Chtip | 48  | 33 | 13 | 9 | 11 | 33 | 29 | +4   |  | FK Bregalnica Chtip        |     | 2-1 | 2-0 | 1-0 |
| 2    | FK Horizont Turnovo | 36  | 33 | 9  | 9 | 15 | 26 | 37 | -11  |  | FK Horizont Turnovo        | 0-1 |     | 0-1 | 2-0 |
| 3    | FK Pelister Bitola  | 30  | 33 | 7  | 9 | 17 | 21 | 35 | -14  |  | FK Pelister Bitola         | 0-1 | 0-2 |     | 2-2 |
| 4    | FK Teteks TetovoP   | 15  | 33 | 3  | 6 | 24 | 22 | 73 | -51  |  | FK Teteks TetovoP          | 0-4 | 3-0 | 0-2 |     |

| Légende : Qualifications et relégations | Légende : Qualifications et relégations                                              |
| --------------------------------------- | ------------------------------------------------------------------------------------ |
|                                         | Qualification pour la Ligue des champions de l'UEFA 2015-2016                        |
|                                         | Qualification pour la Ligue Europa 2015-2016                                         |
|                                         | Participation au barrage de promotion-relégation                                     |
|                                         | Relégation en deuxième division                                                      |
|                                         | T : Tenant du titre P : Promu de D2 C : Vainqueur de la Coupe de Macédoine 2014-2015 |

### Barrage de promotion-relégation
| Équipe 1            | Résultat | Équipe 2         | Aller | Retour |
| ------------------- | -------- | ---------------- | ----- | ------ |
| FK Horizont Turnovo | 3 - 1    | (D2) FK Gostivar | 1 - 1 | 2 - 0  |

- Le FK Horizont Turnovo se maintient en première division.

## Bilan de la saison
| Championnat de Macédoine de football 2014-2015 |                             |
| Champion                                       | FK Vardar Skopje (8e titre) |
| Coupes et trophées                             |                             |
| Vainqueur de la Coupe de Macédoine 2014-2015   | FK Rabotnički Skopje        |
| Qualifications continentales                   |                             |
| Ligue des champions de l'UEFA 2015-2016        | FK Vardar Skopje            |
| Ligue Europa 2015-2016                         | FK Rabotnički Skopje        |
| Ligue Europa 2015-2016                         | KF Shkëndija                |
| Ligue Europa 2015-2016                         | FK Renova Džepčište         |
| Promotions et relégations                      |                             |
| Promus en First League                         | FK Mladost Tsarev Dvor      |
| Promus en First League                         | KF Shkupi                   |
| Relégués en Second League                      | FK Pelister Bitola          |
| Relégués en Second League                      | FK Teteks Tetovo            |